# عقربلو
عقربلو هي قرية في مقاطعة شاهين دج، إيران. يقدر عدد سكانها بـ 91 نسمة بحسب إحصاء 2016.